# Melchitarum catholicorum
Melchitarum catholicorum è una bolla papale emanata da papa Gregorio XVI il 3 giugno 1835. Essa ha avuto per oggetto il rifiuto delle conclusioni del sinodo dei Cattolici Melchiti, detto Antiochieno, che si era tenuto nel 1806 presso il monastero di Carcafe. I documenti di detto sinodo erano stati stampati in caratteri arabi. La Santa sede, dopo essersi fatta tradurre in italiano i testi da Massimo Mazlum, nel frattempo eletto patriarca dei melchiti, respinse il contenuto di questo sinodo, anche su consiglio dei cardinali preposti alle questioni relative alla chiesa orientale.
Nella bolla non si mette in dubbio la devozione della chiesa melchita per l'unità con la chiesa di Roma. Vengono in particolare condannate le tesi sostenute da Germano Adam, un tempo arcivescovo di Gerapoli. Nel testo si afferma che il sinodo di Antiochia aveva ripreso gli stessi errori del sinodo di Pistoia.
Il libro sinodale fu messo all'indice e furono dichiarati "nulli e irriti" gli atti e decreti approvati. Inoltre furono proibite le varie traduzioni già fatte degli atti sinodali e fu proibito di stamparne altre per il futuro. Infine il documento esorta il patriarca e la Chiesa melchita ad abbracciare "Sinodi ortodossi, specialmente gli antichi, che numerosi nella Chiesa di Dio furono celebrati da santi e dotti Padri, e approvati dai Nostri Predecessori Romani Pontefici".